# Aly Verhutey
Aly Minoungou , dit Aly Verhutey, est un artiste et chanteur burkinabè, né à Aboisso, en Côte d'Ivoire.

## Biographie
Aly Verhutey naît et grandit à Aboisso. Il fréquent l’école primaire publique du plateau et le lycée Notre Dame de Saint Pierre la Chapelle[réf. nécessaire].
Il commence sa carrière en 1992 comme animateur à Radio Paix Sanwi à Aboisso avec l’émission ensemble assamoi. En 1997, il devient chanteur et enregistre son premier album sous la perfusion de Vatta Mombassa et Dumba Culture. Avec la crise ivoirienne de 2000 à 2002 l’artiste peine à promouvoir son album. Il rentre au Burkina Faso et réalise son deuxième baptisé — Berger — produit par Bizart Production de Jah Press. L’album le révèle au public Burkinabè et le fait remporter le Kundé du meilleur artiste de la diaspora et de celui du meilleur artiste espoir à Burkina Étoile,.

## Discographie
- 1997 : Berger (édité en Côte d'Ivoire, réédité au Burkina Faso en 2000)
- 2003 : Mon Faso
- 2005 : Hors d'œuvre
- 2008 : Pensez à demain
- 2010 : Au nom de la femme
- 2012 : Koror du quartier
- 2014 : J'ai fait un rêve
- 2015 : Dis-moi

## Distinctions
- 2002: Prix du Kunde du meilleur artiste de la diaspora[4]